# Masicera interrupta
Masicera interrupta là một loài ruồi trong họ Tachinidae.